# 40 Pułk Armat Polowych (austro-węgierski)
Pułk Armat Polowych Nr 40 (FKR. 40) – pułk artylerii polowej cesarskiej i królewskiej Armii.
W 1914 roku sztab pułku razem z 2. dywizjonem i kadrą zapasową stacjonował w Linzu, a 1. dywizjon w Wels. Pułk wchodził w skład 14 Brygady Artylerii Polowej, a pod względem taktycznym był podporządkowany komendantowi 3 Dywizji Piechoty.

## Komendanci pułku
- płk Eugen Brunswik von Korompa (1914[2])